# Amanece, que no es poco
Amanece, que no es poco es una película española dirigida y escrita por José Luis Cuerda, estrenada en enero de 1989.

## Sinopsis
Se trata de una película coral de humor absurdo, con un guion surrealista repleto de situaciones de humor delirante en un pueblo de la Sierra de Albacete.

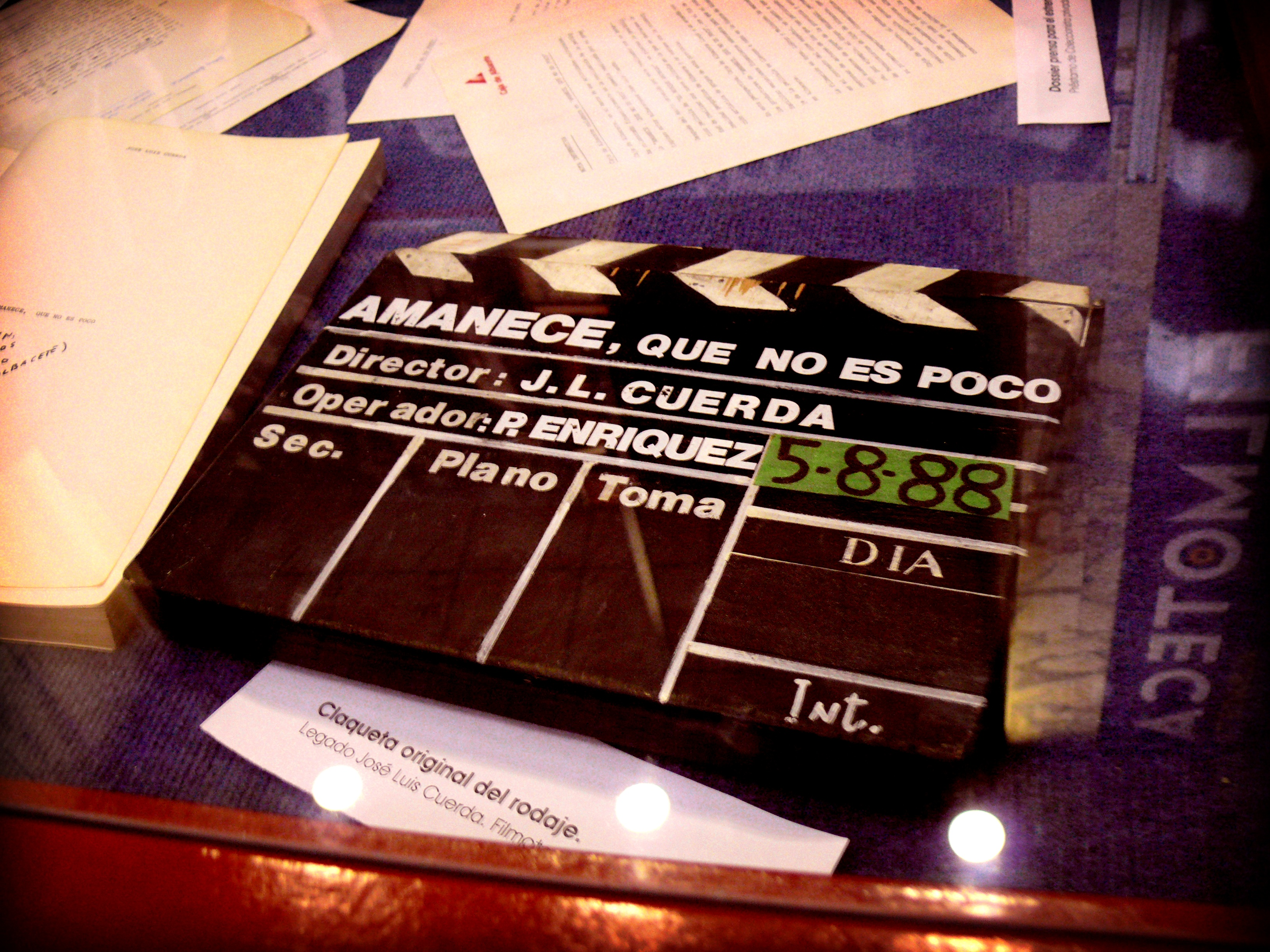
Claqueta original de la película

Un joven ingeniero español que trabaja en la Universidad de Oklahoma regresa a España para disfrutar de un año sabático. Junto a su padre, llega a un remoto pueblo de la montaña que parece desierto, aunque en realidad todos los vecinos están en misa, como cada día del año. Se celebran elecciones para elegir diversos cargos del pueblo mientras llegan visitas extrañas como un grupo de estudiantes norteamericanos. Es una parodia del mundo rural con situaciones surrealistas.

## Reparto
| Actor                                    | Personaje                              |
| ---------------------------------------- | -------------------------------------- |
| José Sazatornil (Saza)                   | Cabo Gutiérrez                         |
| Antonio Resines                          | Teodoro                                |
| Luis Ciges                               | Jimmy, Padre de Teodoro                |
| Casto Sendra (Cassen)                    | Cura párroco                           |
| Aurora Bautista                          | Pádington, esposa de Bruno             |
| Enrique San Francisco                    | Cascales                               |
| Pastora Vega                             | Elena, labradora que siembra un hombre |
| Chus Lampreave                           | Sra. Catalina Álvarez                  |
| Manuel Alexandre                         | Paquito, el padre del cura y levitador |
| María Isbert                             | Adelaida, la hija                      |
| María Elena Flores                       | Aurora, la madre                       |
| Miguel Rellán                            | Carmelo                                |
| Guillermo Montesinos                     | Suicida                                |
| Rafael Alonso                            | Alcalde                                |
| Antonio Gamero                           | Feriante                               |
| Gabino Diego                             | Portavoz estadounidense                |
| Ovidi Montllor                           | Pascual                                |
| Carmen de Lirio                          | Doña Rocío                             |
| Queta Claver                             | Doña Remedios                          |
| Fedra Lorente                            | Susan                                  |
| Violeta Cela                             | Mercedes                               |
| Fernando García Valverde (Tito Valverde) | Labrador intelectual                   |
| Ferran Rañé                              | Mariano                                |
| Arturo Bonín                             | Bruno                                  |
| Rosalía Dans                             | Gabriela                               |
| Luis Perezagua                           | Aspirante a intelectual                |
| Alberto Bové                             | Pedro, el viejo labrador               |
| Paco Hernández                           | Don Roberto, el maestro                |
| Samuel Claxton                           | Nge Ndomo, el catecúmeno               |

## Relevancia y rodaje
Su especial realización la ha convertido en película de culto tanto en algunos círculos de cinéfilos, como entre fanes.
Fue grabada en las localidades albaceteñas de Molinicos, Aýna y Liétor en cuya idiosincrasia popular se basa su línea argumental. Varios de sus habitantes tuvieron la oportunidad de aparecer en la película como extras. El amanecer,  escena final de la película,  es el Pico de la Miel en el pueblo de La Cabrera, en la Sierra Norte de Madrid.

## La ruta de «Amanece, que no es poco»

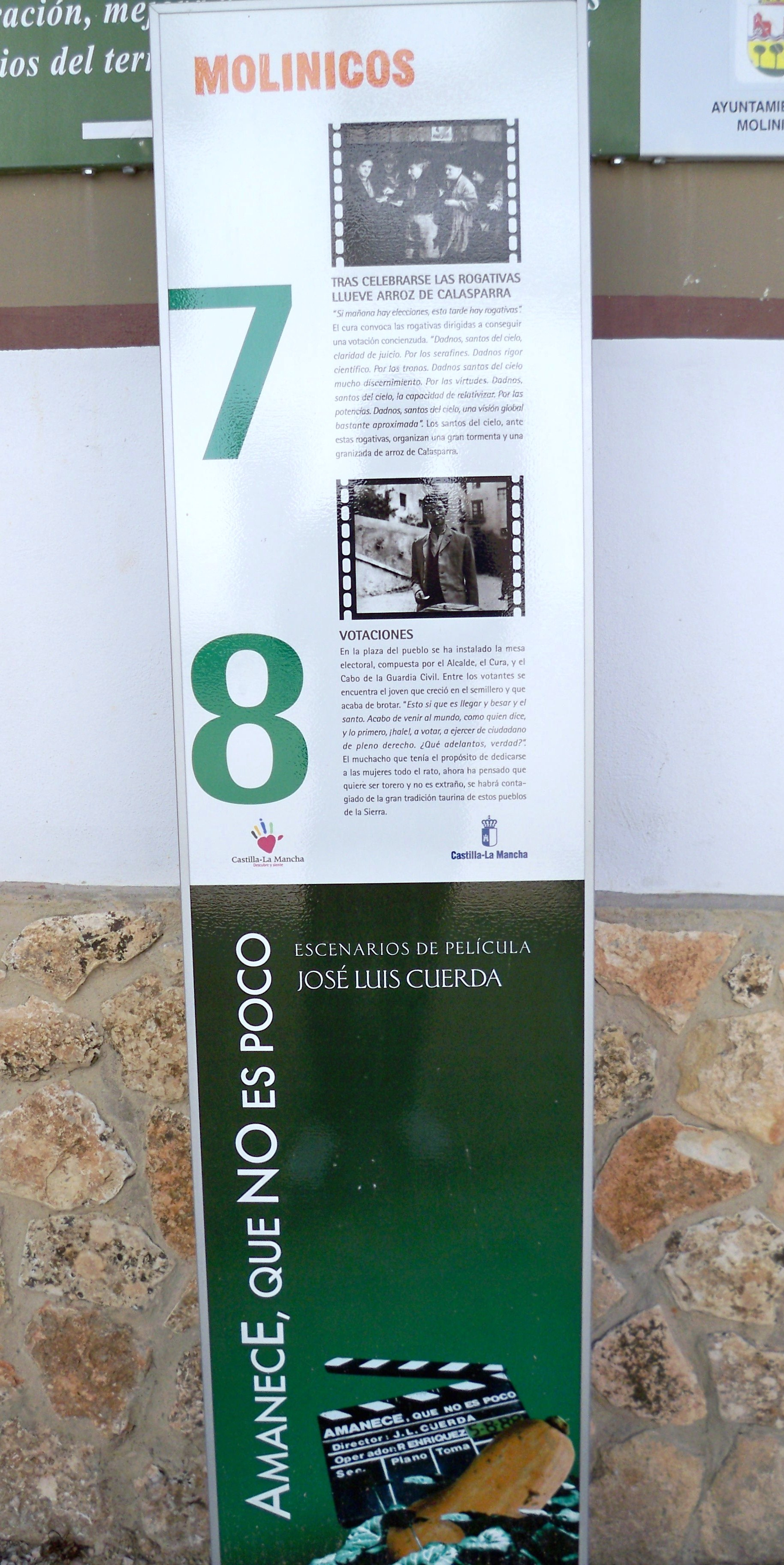
Hito indicador de la ruta de Amanece que no es poco en Molinicos (Albacete).

Con motivo del XX aniversario del estreno de Amanece, que no es poco, la Junta de Comunidades de Castilla-La Mancha puso en marcha una nueva ruta que trata de dar a conocer los escenarios y localizaciones reales en la Sierra del Segura (Albacete), donde fue rodada esta película de culto, que aún maravilla a jóvenes generaciones de aficionados al cine que todavía no eran espectadores cuando se estrenó. 
Fue en 1989 cuando apareció el trabajo que consagró a José Luis Cuerda como realizador, si bien en su momento no fue un gran éxito de taquilla. La web del Ministerio de Cultura recoge los datos de recaudación del estreno: poco más de 306.000 espectadores y unos 100 millones de pesetas de recaudación. El estreno "de gala" tuvo lugar en Albacete, en el Cine Gran Hotel, el 13 de enero de 1989 y al mismo acudió parte del equipo artístico y técnico, si bien el propio José Luis Cuerda tuvo que quedarse en casa debido a una repentina hepatitis que le tuvo un par de meses "fastidiado", según sus palabras. Tras esa première tuvo lugar su estreno normalizado, en el Cine Proyecciones de Madrid, unos días después.
Amanece, que no es poco supuso el primer largometraje que Cuerda rodó en su tierra. Aýna, Liétor y Molinicos acogieron el rodaje, y forman parte del itinerario cuyas callejuelas quedaron para siempre retratadas en el guion. Ya no solo el hecho de que el rodaje se hiciera en estas localidades, sino la participación de cientos de vecinos de estas poblaciones como extras de la misma es un hecho que remarca la caracterización del lenguaje y formas de vida de estas gentes en la película.

## Obra en libro
- Amanece, que no es poco, Pepitas de calabaza, Logroño, 2013. ISBN 978-84-15862-08-6

## Premios y nominaciones
IV edición de los Premios Goya
| Categoría                  | Persona                         | Resultado |
| -------------------------- | ------------------------------- | --------- |
| Mejor guion original       | José Luis Cuerda                | Nominado  |
| Mejor sonido               | Carlos Faruolo Enrique Molinero | Nominados |
| Mejores efectos especiales | Reyes Abades                    | Nominado  |